# Salon-la-Tour
Salon-la-Tour è un comune francese di 708 abitanti situato nel dipartimento della Corrèze nella regione della Nuova Aquitania.

## Società

### Evoluzione demografica
Abitanti censiti